# Metal (API)
Metal es una API de sombreado y gráficos 3D acelerada por hardware de bajo nivel y baja sobrecarga creada por Apple. Debutó en iOS 8. Metal combina funciones similares a OpenGL y OpenCL en una API. Su objetivo es mejorar el rendimiento al ofrecer acceso de bajo nivel al hardware de la GPU para aplicaciones en iOS, iPadOS, macOS y tvOS. Se puede comparar con API de bajo nivel en otras plataformas como Vulkan y DirectX 12.
Metal es una API orientada a objetos que se puede invocar utilizando los lenguajes de programación Swift, Objective-C o C++17. La ejecución completa de la GPU se controla mediante Metal Shading Language. Según los materiales promocionales de Apple: "MSL [Metal Shading Language] es un lenguaje único y unificado que permite una integración más estrecha entre los gráficos y los programas informáticos. Dado que MSL está basado en C++, le resultará familiar y fácil de usar".

## Características
Metal tiene como objetivo proporcionar un acceso de baja sobrecarga a la GPU. Los comandos se codifican de antemano y luego se envían a la GPU para su ejecución asincrónica. La aplicación controla cuándo esperar a que se complete la ejecución, lo que permite a los desarrolladores de aplicaciones aumentar el rendimiento mediante la codificación de otros comandos mientras los comandos se ejecutan en la GPU o ahorrar energía al esperar explícitamente a que se complete la ejecución de la GPU. Además, la codificación de comandos es independiente de la CPU, por lo que las aplicaciones pueden codificar comandos para cada subproceso de la CPU de forma independiente. Por último, los estados de procesamiento se calculan previamente de antemano, lo que permite que el controlador de GPU sepa con anterioridad cómo configurar y optimizar la canalización de procesamiento antes de la ejecución del comando.
Metal mejora las capacidades de programación GPGPU mediante el uso de sombreadores de cómputo. Metal utiliza un lenguaje de sombreado específico basado en C++14, implementado mediante Clang y LLVM.
Metal ofrece a los desarrolladores de aplicaciones la flexibilidad para crear recursos de Metal (búferes, texturas). Los recursos se pueden asignar en la CPU, la GPU o en ambos y proporciona funciones para actualizar y sincronizar los recursos asignados. Metal también puede imponer el estado de un recurso durante la vida útil de un codificador de comando.
En macOS, Metal puede proporcionar a los desarrolladores de aplicaciones la discreción de especificar qué GPU ejecutar. Los desarrolladores de aplicaciones pueden elegir entre la GPU integrada de bajo consumo de la CPU, la GPU discreta (en ciertos MacBook y Mac) o una GPU externa conectada a través de Thunderbolt. Los desarrolladores de aplicaciones también tienen preferencia sobre cómo los comandos de GPU se ejecutan en qué GPU y brindan sugerencias sobre qué GPU es más eficiente para ejecutar un determinado comando (los comandos para renderizar una escena pueden ser ejecutados por la GPU discreta mientras que el procesamiento posterior y la visualización pueden ser manejado por la GPU integrada).

### Metal Performance Shaders
Metal Performance Shaders es una biblioteca altamente optimizada de funciones gráficas que puede ayudar a los desarrolladores de aplicaciones a lograr un gran rendimiento al mismo tiempo que reduce el trabajo de mantenimiento de las funciones específicas de la familia de GPU. Proporciona funciones que incluyen:
- Algoritmos de filtrado de imágenes
- Procesamiento de redes neuronales
- Operaciones matemáticas avanzadas
- Trazado de rayos

## Historia
Metal ha estado disponible desde el 2 de junio de 2014 en dispositivos iOS con tecnología Apple A7 o posterior, y desde el 8 de junio de 2015 en Mac (modelos de 2012 o posterior) con OS X El Capitan.
El 5 de junio de 2017 en la WWDC, Apple anunció la segunda versión de Metal, que será compatible con macOS High Sierra, iOS 11 y tvOS 11. Metal 2 no es una API separada de Metal y es compatible con el mismo hardware. Metal 2 permite una creación de perfiles y una depuración más eficientes en Xcode, aprendizaje automático acelerado, menor carga de trabajo de la CPU, soporte para realidad virtual en macOS y especificidades de la GPU Apple A11, en particular.
En la WWDC de 2020, Apple anunció la migración de la Mac a Apple Silicon. Las Mac que usan Apple Silicon contarán con GPU de Apple con un conjunto de funciones que combina lo que estaba disponible anteriormente en macOS e iOS, y podrán aprovechar las funciones adaptadas a la arquitectura del renderizado diferido basado en mosaicos (tile based deferred rendering, TBDR) de las GPU de Apple.

## GPUs compatibles
En iOS, tvOS y macOS, Metal es compatible con los SoC diseñados por Apple desde Apple A7 o posteriores. En macOS, Metal también es compatible con Intel HD e Iris Graphics de la serie HD 4000 o más reciente, GPUs AMD GCN y AMD RDNA. Las GPU NVIDIA son compatibles, pero los controladores Metal para dispositivos más nuevos (serie 10 y más nuevos) no están disponibles desde macOS Mojave.

## Adopción
Según Apple, más de 148 000 aplicaciones usan Metal directamente y 1,7 millones lo usan a través de frameworks de alto nivel, a partir de junio de 2017. juegos de macOS que usan Metal para renderizar se enumeran a continuación.
| Título                                       | Desarrollador (versión de macOS) | Motor                       | Fecha de lanzamiento en MacOS (OpenGL) | Fecha de lanzamiento (basado en Metal) | Notas |
| -------------------------------------------- | -------------------------------- | --------------------------- | -------------------------------------- | -------------------------------------- | --- |
| EVE Online                                   | CCP Games                        | N/A                         |                                        | 14 de octubre de 2021                  | |
| Civilization VI                              | Aspyr Media                      | LORE                        | 24 de octubre de 2016                  |                                        | Soporte de Metal desde el 5 de abril de 2019[cita requerida]                                                                                       |
| Batman: Arkham City                          | Feral Interactive                | Unreal Engine 3             | 18 de octubre de 2013                  |                                        | Soporte de Metal desde el 21 de febrero de 2019 con la versión 1.2[cita requerida]                                                                 |
| Dota 2                                       | Valve                            | Source 2                    | 18 de julio de 2013                    |                                        | MoltenVK fue anunciado el 26 de febrero de 2018. La opción para usarlo estuvo disponible el 31 de mayo de 2018.                                    |
| Quake II                                     | id Software                      | Quake II engine             |                                        | 9 de febrero de 2019                   | Un port que usa MoltenVK fue lanzado como vkQuake2.                                                                                                |
| Tomb Raider                                  | Feral Interactive                | Foundation Engine           | 17 de enero de 2014                    |                                        | Soporte de Metal con la versión 1.2 en julio de 2019[cita requerida]                                                                               |
| Rise of the Tomb Raider                      | Feral Interactive                | Foundation Engine           |                                        | 12 de abril de 2018                    | |
| Shadow of the Tomb Raider                    | Feral Interactive                | Foundation Engine           |                                        | 2019                                   | |
| F1 2016                                      | Feral Interactive                | EGO Engine 4.0              |                                        | 6 de abril de 2017                     | |
| Life Is Strange 2                            | Feral Interactive                | Unreal Engine 4             |                                        | 2019                                   | |
| Life Is Strange: Before the Storm            | Feral Interactive                | Unity Engine                |                                        | 13 de julio de 2018                    | |
| Divinity: Original Sin II                    | Elverils                         | Divinity Engine 2           |                                        | 31 de enero de 2019                    | |
| Baldur's Gate III                            | Elverils                         | Divinity Engine 4.0         |                                        |                                        | Soporte de Metal en acceso anticipado desde el 06 de octubre de 2020[cita requerida]                                                               |
| Company of Heroes 2                          | Feral Interactive                | Essence Engine 3            | 21 de enero de 2015                    |                                        | Soporte de Metal desde el 19 de octubre de 2018[cita requerida]                                                                                    |
| Hitman                                       | Feral Interactive                | Glacier 2                   |                                        | 20 de junio de 2017                    | |
| Sid Meier's Railroads!                       | Feral Interactive                | Gamebryo                    | 1 de noviembre de 2012                 |                                        | Soporte de Metal desde el 18 de diciembre de 2018[cita requerida]                                                                                  |
| Warhammer 40,000: Dawn of War III            | Feral Interactive                | Essence Engine 4            |                                        | 9 de junio de 2017                     | |
| Total War: Rome Remastered                   | Feral Interactive                | TW Engine 2                 |                                        | 29 de abril de 2021                    | |
| Total War: Three Kingdoms                    | Feral Interactive                | TW Engine 3                 |                                        | 23 de mayo de 2019                     | |
| Total War: Warhammer                         | Feral Interactive                | TW Engine 3                 |                                        | 19 de abril de 2017                    | |
| Total War: Warhammer II                      | Feral Interactive                | TW Engine 3                 |                                        | 20 de noviembre de 2018                | |
| Total War Saga: Thrones of Britannia         | Feral Interactive                | TW Engine 3                 |                                        | 24 de mayo de 2016                     | |
| Total War Saga: Troy                         | Feral Interactive                | TW Engine 3                 |                                        | 13 de agosto de 2020                   | |
| Medieval II: Total War                       | Feral Interactive                | TW Engine 2                 | 17 de diciembre de 2015                |                                        | Soporte de Metal desde el 25 de octubre de 2018[cita requerida]                                                                                    |
| Empire: Total War                            | Feral Interactive                | TW Engine 3                 | 4 de marzo de 2009                     |                                        | Soporte de Metal desde el 16 de diciembre de 2019[cita requerida]                                                                                  |
| Napoleon: Total War                          | Feral Interactive                | TW Engine 3                 | 2 de julio de 2013                     |                                        | Soporte de Metal desde el 25 de octubre de 2019 con la versión 1.2[cita requerida]                                                                 |
| Total War: Shogun 2                          | Feral Interactive                | TW Engine 3                 | 31 de julio de 2014                    |                                        | Soporte de Metal desde el 4 de octubre de 2019[cita requerida]                                                                                     |
| Total War: Shogun 2: Fall of the Samurai     | Feral Interactive                | TW Engine 3                 | 18 de diciembre de 2014                |                                        | Soporte de Metal desde el 4 de octubre de 2019[cita requerida]                                                                                     |
| Bioshock Remastered                          | Feral Interactive                | Unreal Engine 2.5           |                                        | 22 de agosto de 2017                   | |
| Bioshock 2 Remastered                        | Feral Interactive                | Unreal Engine 2.5           |                                        | 22 de octubre de 2020                  | |
| F1 2017                                      | Feral Interactive                | EGO Engine 4.0              |                                        | 25 de agosto de 2017                   | |
| Deus Ex: Mankind Divided                     | Feral Interactive                | Dawn Engine                 |                                        | 12 de diciembre de 2017                | |
| DiRT Rally                                   | Feral Interactive                | EGO Engine 2.5              |                                        | 16 de noviembre de 2017                | |
| Ballistic Overkill                           | Aquiris Game Studio              | Unity Engine 5              |                                        | 28 de marzo de 2017                    | |
| BattleTech                                   | Harebrained Schemes              | Unity Engine 5              |                                        | 12 de diciembre de 2017                | |
| Mafia III                                    | Aspyr Media                      | Illusion Engine             |                                        | 11 de mayo de 2017                     | |
| World of Warcraft                            | Blizzard Entertainment           | WoW Engine                  | 23 de noviembre de 2004                |                                        | Soporte de Metal desde agosto de 2016[cita requerida]                                                                                              |
| Starcraft                                    | Blizzard Entertainment           | Modified Warcraft II engine | 20 de noviembre de 2001                |                                        | Soporte de Metal desde el 02 de julio de 2020, con la versión 1.23.5[cita requerida]                                                               |
| StarCraft II                                 | Blizzard Entertainment           | SC2 Engine                  | 27 de julio de 2010                    |                                        | Soporte de Metal en beta desde el 24 de enero de 2017[cita requerida]                                                                              |
| Heroes of the Storm                          | Blizzard Entertainment           | SC2 Engine                  | 2 de junio de 2015                     |                                        | Soporte de Metal en beta desde el 24 de enero de 2017 (removido temporalmente el 29 de noviembre de 2017)[cita requerida]                          |
| Fortnite                                     | Epic Games                       | Unreal Engine 4             |                                        | 25 de julio de 2017                    | |
| Obduction                                    | Cyan Worlds                      | Unreal Engine 4             |                                        | 29 de marzo de 2017                    | |
| Everspace                                    | Rockfish                         | Unreal Engine 4             |                                        | 26 de mayo de 2017                     | |
| Ark: Survival Evolved                        | Studio Wildcard                  | Unreal Engine 4             |                                        | 29 de agosto de 2017                   | |
| Observer                                     | Bloober Team                     | Unreal Engine 4             |                                        | 24 de octubre de 2017                  | |
| Unreal Tournament                            | Epic Games                       | Unreal Engine 4             | Cancelado                              |                                        | Soporte de Metal desde enero de 2017[cita requerida]                                                                                               |
| Refunct                                      | Dominique Grieshofer             | Unreal Engine 4             |                                        | 5 de septiembre de 2016                | |
| Cities: Skylines                             | Paradox Interactive              | Unity Engine 5              | 10 de marzo de 2015                    |                                        | Soporte de Metal desde el 18 de mayo de 2017[cita requerida]                                                                                       |
| Universe Sandbox                             | Giant Army                       | Unity Engine 5              |                                        |                                        | Sporte de Metal en beta desde junio de 2017[cita requerida]                                                                                        |
| War Thunder                                  | Gaijin Entertainment             | Dagor Engine 4              | 1 de noviembre de 2012                 |                                        | Soporte de Metal añadido el 24 de mayo de 2017 (removido en 2018 y reintroducido el 27 de agosto de 2020)[cita requerida]                          |
| The Witness                                  | Thekla, Inc                      | Thekla Engine               |                                        | 8 de marzo de 2017                     | |
| Micro Machines World Series                  | Virtual Programming              | Unity Engine 5              |                                        | 30 de junio de 2017                    | |
| Guardians of the Galaxy: The Telltale Series | Telltale Games                   | Telltale Tool               |                                        | 18 de abril de 2017                    | |
| Batman: The Enemy Within                     | Telltale Games                   | Telltale Tool               |                                        | 08 de agosto de 2017                   | |
| Minecraft: Story Mode - Season Two           | Telltale Games                   | Telltale Tool               |                                        | 11 de julio de 2017                    | |
| ARMA 3                                       | Virtual Programming              | Real Virtuality             |                                        |                                        | Soporte de metal en beta desde 17 de septiembre de 2017[cita requerida]                                                                            |
| MXGP3                                        | Virtual Programming              | Unreal Engine 4             |                                        | 23 de noviembre de 2018                | |
| Gravel                                       | Virtual Programming              | Unreal Engine 4             |                                        | 20 de enero de 2019                    | |
| X-Plane 11                                   | Laminar Research                 | N/A                         | 30 de mayo de 2017                     |                                        | Soporte de metal en beta desde el 2 de abril de 2020                                                                                               |
| Headlander                                   | Double Fine Productions          | Buddha Engine               |                                        | 18 de noviembre de 2016                | |
| The Sims 4                                   | Maxis                            | SmartSim                    | 17 de febrero de 2015                  |                                        | Soporte de Metal añadido el 12 de noviembre de 2019[cita requerida]                                                                                |
| The Elder Scrolls Online                     | Zenimax Online Studios           | N/A                         | 4 de abril de 2014                     | 22 de octubre de 2018                  | El renderizador de OpenGL se reemplazó con Vulkan a través del envoltorio MoltenVK (traduce las llamadas API de Vulkan a Metal) en el parche 4.2.5 |
| Sky: Children of the Light                   | Thatgamecompany                  | N/A                         |                                        | 18 de julio de 2019                    | Se añadió soporte nativo de Metal desde el directo pre-global en noviembre de 2017                                                                 |